# Juri Fjodorowitsch Lissjanski

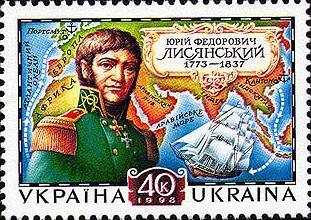
Lissjanski auf einer ukrainischen Briefmarke (1998)

Juri Fjodorowitsch Lissjanski (russisch Юрий Фёдорович Лисянский, wiss. Transliteration Jurij Fëdorovič Lisjanskij; * 2. Augustjul. / 13. August 1773greg. in Nischyn; † 22. Februarjul. / 6. März 1837greg. in Sankt Petersburg) war ein russischer Marineoffizier und Entdecker ukrainischer Abstammung.

## Leben
Lissjanski wurde in Nischyn (Ukraine) als Sohn eines orthodoxen Priesters geboren und stammt aus einer alten Familie der Saporoger Kosaken. Lissjanski diente nach Beendigung der Marineschule im Jahr 1786 in der russischen Flotte und nahm von 1788 bis 1790 am Russisch-Schwedischen Krieg teil. Während seines Praktikums in der britischen Flotte von 1793 bis 1799 nahm er an deren Kampfhandlungen in Nordamerika, Südafrika und Indien teil. Nach seiner Rückkehr in die Heimat übersetzte er 1803 das englischsprachige Buch der Segelschifftaktik von John Clerk Maxwell (“An essay on naval tactics ...”) ins Russische. Als Kommandant der Newa nahm er unter Krusenstern von 1803 bis 1806 an der von Michail Buldakow organisierten ersten russischen Weltumsegelung teil. Auf dieser Reise dokumentierte Lissjanski zahlreiche nautische, meereskundliche und völkerkundliche Beobachtungen. Nach der Weltreise diente er in der Baltischen Flotte und schied 1809 im Range eines Kapitäns I. Ranges aus dem Dienst aus.
Nach Lissjanski wurde die von ihm entdeckte hawaiische Insel Lisianski benannt. Leonid Kruglow wiederholte 2012 Krusensterns und Lissjankis Weltumsegelung und schuf einen 3D-Film über die erste russische Weltumsegelung.